# Мар'ївка (Запорізький район)
Ма́р'ївка (раніше — хутір Гремесів, Гремесові хутора, Мар'ївське) — село в Україні, у Біленьківській сільській громаді Запорізького району Запорізької області. Населення становить 1796 осіб. До 2016 року орган місцевого самоврядування — Біленьківська сільська рада.

## Географія
Село Мар'ївка розташоване за 25 км від обласного центру, за 8 км від правого берега річки Дніпро, на відстані 6 км від села Біленьке. Найближча залізнична станція Дніпробуд II (за 25 км). Селом тече  пересихаючий струмок з загатою.

## Історія
На околицях села розкопано два кургани, які відомі під назвою «Близнюки». В одному з них виявлено кілька поховань доби бронзи (III—II тисячоліть до н. е.), в іншому — багате скіфське поховання (IV століття до н. е.), де знайдено золоту бляшку, на якій викарбувано левицю, що годує левеня, і налобник уздечки з зображенням боротьби пішого та кінного воїнів.
Мар'ївка заснована 1781 року. Вперше вона згадується в плані генерального межування Олександрівського повіту Катеринославської губернії за 1781 рік. Це був невеликий хутір під назвами Гремесів та Гремесові хутора, згодом Мар'ївське із декількох дворів, у яких мешкали вихідці з ліквідованої царським урядом Запорозької Січі.
Станом на 1859 рік у власницькому селі Катеринославського повіту Катеринославської губернії мешкало 485 осіб (234 чоловічої та 251 — жіночої статі), налічувалось 91 домогосподарств, існували 2 заводи.
Станом на 1886 рік у селі Біленської волості мешкало 666 осіб, налічувалось 127 домогосподарств, існувала лавка.
У 1908 році населення зросло до 1832 осіб (930 чоловік та 902 жінки), налічувалось 277 домогосподарств.
15 липня 2016 року, в ході децентралізації, Біленьківська сільська рада об'єднана з Біленьківською сільською громадою.
4 березня 2023 року, близько 13:00, російські окупанти завдали ракетний удар по території села Мар'ївка, застосувавши  оперативно-тактичний ракетний комплекс «Іскандер-К», в результаті чого вибуховою хвилею та уламками пошкоджено фасади, вікна та дахи домогосподарств місцевих жителів. За даними Запорізької ОВА обстріл був здійснений із тимчасово окупованого Криму.
10 травня 2024 року російськими окупантами завдано ракетний удар по селу Мар’ївка.

## Пам'ятки
За 1 ки на захід від села знаходиться Гермесів курган.

## Постаті
- Хижняк Іван Іванович (1985—2022) — лейтенант збройних сил України, учасник російсько-української війни.